# Airport 1975
Airport 1975 és una pel·lícula americana de Jack Smight estrenada el 1974.

## Argument
L'acció d’Airport 1975 és situada a bord d'un avió Boeing 747 de la companyia Columbia Airlines  entre Washington i Los Angeles. Per tal d'evitar l'espessa boira que cobreix Los Angeles, el comandant Stacy (Efrem Zimbalist Jr.) rep l'ordre d'aterrar a Salt Lake City.
En el descens cap a l'aeroport, una col·lisió amb un petit avió turístic, el pilot del qual acaba de morir d'una crisi cardíaca, expulsa el copilot i mata el mecànic que es troba al lloc de pilotatge del Boeing 747. Únic supervivent i greument ferit, el comandant Stacy, es queda cec.
Amb l'ajuda dels controladors aeris a Salt Lake City, una hostessa intenta ajudar l'audaç pilot per evitar una catàstrofe.
Tot es complica quan l'hostessa s'adona que un dels dipòsts de carburant perd, la qual cosa requereix una perillosa maniobra per restablir l'avió.
Charlton Heston, en el paper principal, interpreta Alan Murdock, un pilot experimentat, que salva moltes situacions perilloses. Karen Black, l'hostessa que dirigeix l'avió està enamorada de Murdock. George Kennedy (Joe Patroni), director de la torre de control de l'aeroport, dirigeix l'avió sabent que la seva esposa (Susan Clark) així com el seu fill són a bord del Boeing 747. Linda Blair interpreta el paper d'una noia malalta transportada a Los Angeles per a un trasplantament de ronyó. Helen Reddy és una cantant angoixada per la situació. Myrna Loy i Gloria Swanson afegeixen un punt d'elegància al desenvolupament de la intriga.

## Comentaris
Els anys 1970 han estat propicis a les realitzacions de pel·lícules de catàstrofes: terratrèmols, focs al bosc, naufragis, meteorits, allaus, i és clar, accidents aeris. Cinc pel·lícules d'accidents aeris es van estrenar en 10 anys, cosa que prova les preferències del públic de l'època:
- 1970: Airport de George Seaton
- 1972: Alarma: vol 502 segrestat (Skyjacked) de John Guillermin
- 1974: Airport 1975 de Jack Smight
- 1977: Airport ' 77 de Jerry Jameson
- 1978: The Concorde - Airport ' 79 de David Lowell Rich

Moltes escenes del film van inspirar els autors de la paròdia Airplane! com la de la religiosa que toca la guitarra per distreure un nen malalt.

## Escenes aeronàutiques
Una de les principals escenes aeronàutiques de la pel·lícula veu la posada en marxa d'un helicòpter Sikorsky CH-53A Sea Stalion que permet a un pilot reunir-se amb els passatgers passant pel forat obert del Boeing. Després d'una primera temptativa avortada, Alan Murdock arriba finalment a prendre els comandaments de l'aparell. Aquest helicòpter de salvament CH-53A era originari del Cos dels Marins dels Estats Units.
Quant al Boeing 747-123, de matrícula N9675, la seva decoració a penes maquillada deixa entreveure la seva pertinença a la companyia American Airlines.

## Repartiment
- Charlton Heston: Alan Murdock
- Karen Black: Nancy Pryor
- George Kennedy: Joe Patroni
- Efrem Zimbalist Jr.: el comandant Stacy
- Gloria Swanson: ella mateixa
- Susan Clark: Helen Patroni
- Helen Reddy: germana Ruth
- Linda Blair: Janice Abbott
- Dana Andrews: Scott Freeman
- Roy Thinnes: Urias
- Sid Caesar: Barney
- Myrna Loy: Mrs. Devaney
- Ed Nelson: major John Alexander
- Nancy Olson: Mrs. Abbott
- Larry Storch: Glenn Purcell
- Martha Scott: germana Beatrice
- Jerry Stiller: Sam
- Norman Fell: Bill
- Conrad Janis: Arnie
- Beverly Garland: Mrs. Scott Freeman
- Linda Harrison: Winnie
- Guy Stockwell: coronel Moss
- Erik Estrada: Julio
- Kip Niven: tinent Thatcher
- Charles White: l’home gras
- Brian Morrison: Joseph Patroni, Jr.
- Amy Farrell: Amy
- Irene Tsu: Carol
- Ken Sansom: Gary
- Alan Fudge: Danton
- Christopher Norris: Bette
- Austin Stoker: sergent de l'exèrcit de l'aire
- John Lupton: Oringer
- Gene Dynarski: un passatger
- Aldine King: Aldine
- Sharon Gless: Sharon
- Laurette Spang: Arlene
- James W. Gavin: el pilot de l’avió petit
- Bob Hastings: un empleat de l'aeroport
- Terry Lester: Mr. Kelly
- Jim Plunkett: ell mateix
- Charles Quinlivan
- Ray Vitte: Bit
- Gene Washington: Steward
- Susan French: una passatgera
- Virginia Gregg: una passatgera
- Alice Nunn: la passatgera del gos
- Maida Severn: una passatgera
- Joan Crosby: una passatgera